# توماس باتلر (ورزشکار)
توماس باتلر (انگلیسی: Thomas Butler; ۱۰ دسامبر ۱۸۷۱ – ۲۰ اوت ۱۹۲۸) ورزشکار اهل بریتانیا بود.